# Arrondissement di Rouen
L'arrondissement di Rouen è una suddivisione amministrativa francese, situata nel dipartimento della Senna Marittima e nella regione della Normandia.

## Composizione
L'arrondissement di Rouen comprende 219 comuni in 29 cantoni:
- cantone di Bois-Guillaume-Bihorel
- cantone di Boos
- cantone di Buchy
- cantone di Caudebec-en-Caux
- cantone di Caudebec-lès-Elbeuf
- cantone di Clères
- cantone di Darnétal
- cantone di Doudeville
- cantone di Duclair
- cantone di Elbeuf
- cantone di Grand-Couronne
- cantone di Le Grand-Quevilly
- cantone di Le Petit-Quevilly
- cantone di Maromme
- cantone di Mont-Saint-Aignan
- cantone di Notre-Dame-de-Bondeville
- cantone di Pavilly
- cantone di Rouen-1
- cantone di Rouen-2
- cantone di Rouen-3
- cantone di Rouen-4
- cantone di Rouen-5
- cantone di Rouen-6
- cantone di Rouen-7
- cantone di Saint-Étienne-du-Rouvray
- cantone di Sotteville-lès-Rouen-Est
- cantone di Sotteville-lès-Rouen-Ovest
- cantone di Yerville
- cantone di Yvetot